# Casa dels Cargols
La Casa dels Cargols és un edifici modernista de l'Hospitalet de Llobregat, catalogat bé cultural d'interès local. Actualment hi ha l'Oficina Jove de l'Ajuntament.

## Descripció
La casa, envoltada de jardí, destaca pels magnífics treballs de forja de ferro i ceràmica vidriada com la de les gàrgoles, els cargols i els motius florals. La barana del terrat està format per pilastres, a manera de merlets, decorades amb cargols. És força curiós el coronament de les perxes de politja amb els cargols de forja. Les peces de ceràmica es van fer a la fàbrica Pujol i Bausis d'Esplugues.

## Història
Va ser projectat pel mestre d'obres Marià Tomàs i Barba, tècnic municipal de l'Hospitalet.
L'edifici s'aixecava originàriament al mig d'un jardí que l'envoltava i que arribava fins al carrer del Llobregat cantonada amb el del Montseny, però el 1921 s'hi un conjunt de casetes de planta baixa de petites dimensions, destinades a habitatges obrers. El 2006, l'Ajuntament de l'Hospitalet adquirí la propietat i va fer enderrocar les casetes.